# Coristanco
Coristanco es un municipio español situado en la provincia de La Coruña, en Galicia y pertenece a la comarca de Bergantiños. Según el IGE en el 2018 tenía 5.950 habitantes (6.706 en el 2014, 6.974 en el 2012, 7.102 en el 2011, 7.165 en el 2010).

## Geografía humana

### Hidrografía
La Laguna de Alcaián, también conocida como Braña Rubia, está situada en la parroquia de Seavia, al pie del monte Bubela. A pesar de su nombre, es una braña, y solo tienen agua estancada en las épocas más lluviosas. En la actualidad está muy descuidada y apenas tiene patrimonio ecológico. El nombre de "Alcaián" se debe a la leyenda de que bajo la laguna hay una ciudad sumergida (leyenda repetida en otras muchas lagunas) Otra laguna del municipio es la Laguna de Cuns. 

### Demografía
Cuenta con una población de 5744 habitantes (INE 2024).
| Gráfica de evolución demográfica de Coristanco entre 1842 y 2021                                                      |
| |
| Población de derecho según los censos de población del INE. Población de hecho según los censos de población del INE. |

## Parroquias
Parroquias que forman parte del municipio:
- Agualada[6]
- Castro (Santa Eulalia)[5]
- Cereo (Santa María)
- Coristanco (San Paio)
- Couso (San Miguel)
- Cuns (San Vicente)
- Erbecedo (San Salvador)
- Ferreira (Santa María)
- Javiña[7]
- Oca (San Martiño)
- San Justo[7]
- Seavia (San Mamede)
- Traba (Santa María)
- Valencia[7]
- Verdes (San Adrián)

## Cultura

### Patrimonio arquitectónico
El puente de Lubiáns cruza el río Rosendo, afluente del río Anllóns. Une el concello de Carballo con Coristanco, en el lugar de Montecelo, en le parroquia de Oca.
El puente fue construido en el siglo I, y por el discurría la vía XIX del intinerario de Antonino, también llamada Pero loca maritima. Hasta la construcción, muchos años después de la Puente Nueva, unos metros más abajo sirvió de paso entre A Coruña y Finisterre. En sus orígenes tenía cinco arcos, contando en la actualidad con cuatro. Tiene 40,5 metros de longitud y 2,6 metros de ancho. Su mayor altura sobre el río es de 5,4 metros. Todavía conserva la calzada de losas.
La torre de Nogueira está situada en el lugar de Nogueira, en la parroquia de Seavia. Es de forma rectangular y estilo gótico, de 13 metros de altura. Formaba parte del pazo-fortaleza de los Bermúdez de Castro, construido en el siglo XV. El pazo tenía dos torres, de carácter defensivo.
El pazo de Cereo Vello conserva entre dos pináculos barrocos una piedra de armas con el escudo de los Manueles, descendientes del infante Xoán Manuel, a su vez descendiente de Alfonso X el sabio. El escudo está acuartelado por dos leones rampantes con dos brazos armados. Se conservan también los emblemas de otras familias nobles de Bergantiños como los Vilardefrancos o los Pardiñas.
Otros dos pazos son el de Ferreiros, que perteneció a un descendiente de María Pita, y el de Ponte, en Verdes, que conserva restos de una torre con pequeñas garitas y una gran muralla rodeando la construcción.

### Ciudades hermanadas
Coristanco está hermanado desde 1998 con la ciudad de La Guyonnière situado en el departamento Vendée en la región de Países do Loira.